# Chazelles (Haute-Loire)
Chazelles ist eine französische Gemeinde mit 32 Einwohnern (Stand 1. Januar 2022) im Département Haute-Loire in der Region Auvergne-Rhône-Alpes (vor 2016 Auvergne). Sie gehört zum Arrondissement Brioude und zum Kanton Gorges de l’Allier-Gévaudan.

## Geographie
Chazelles liegt etwa 37 Kilometer westsüdwestlich von Le Puy-en-Velay am Fluss Desges.
Nachbargemeinden von Chazelles sind Langeac im Norden, Pébrac im Osten, Venteuges im Süden, Desges im Westen sowie Tailhac im Nordwesten.

## Bevölkerungsentwicklung
| Jahr                       | 1962 | 1968 | 1975 | 1982 | 1990 | 1999 | 2006 | 2011 | 2017 |
| -------------------------- | ---- | ---- | ---- | ---- | ---- | ---- | ---- | ---- | ---- |
| Einwohner                  | 33   | 26   | 27   | 27   | 32   | 34   | 33   | 37   | 35   |
| Quellen: Cassini und INSEE |      |      |      |      |      |      |      |      |      |

## Sehenswürdigkeiten
- Kirche Saint-Pierre